# Rudolf von Kannewurff
Rudolf Hermann Wilhelm von Kannewurff (* 12. September 1804 in Johannisburg; † 28. August 1858 in Lyck) war ein deutscher Rittergutsbesitzer, Verwaltungsbeamter und Parlamentarier.

## Leben
Kannewurff studierte ab 1824 Rechtswissenschaften an der Friedrich-Wilhelms-Universität Berlin und der Ruprecht-Karls-Universität Heidelberg. 1826 wurde er Mitglied des Corps Saxo-Borussia Heidelberg. Nach dem Studium wurde er Besitzer des Ritterguts Baitkowen im Kreis Lyck. Von 1852 bis 1853 war er Landrat des Kreises Lyck. Beim preußischen Militär erreichte er den Dienstgrad Hauptmann.
Kannewurff gehörte dem Provinziallandtag der Provinz Preußen an. 1847 war er Mitglied des Vereinigten Landtags. Von 1853 bis 1858 saß er als Abgeordneter des Wahlkreises Gumbinnen 5 im Preußischen Abgeordnetenhaus. Er gehörte keiner Fraktion an.
Er war verheiratet mit Adelheid von Wagenfeldt (1818–1884). Ihr Sohn war der Polizeipräsident von Königsberg Ernst von Kannewurff.